# 932-es busz (Pécs)
A pécsi 932-es jelzésű autóbusz egy éjszakai autóbuszvonal, mely a pécsi Mecsekoldal városrészeibe biztosít eljutási lehetőséget. A Zsolnay-szobor – Zsolnay szobor kört a 32-es vonallal megegyezően teljesíti, de az MTA-székház előtt betér Donátusba is.

## Története
2013. június 17-étől közlekedik, amikor összevonták a 913-as (Árkád – MTA-székház) és 923-as (Donátus – Főpályaudvar) járatokat.

## Útvonala
| Főpályaudvar → Surányi utca → Donátus → Jurisics utca → Főpályaudvar |
| --- |
| Főpályaudvar, Indóház tér – Vasút utca – Kálvin János utca – Bajcsy-Zsilinszky utca – Nagy Lajos király útja – Alsómalom utca – Rákóczi út – Aradi Vértanúk útja – Hunyadi János utca – Surányi Miklós utca – Angster József utca – Donátusi út – forduló – Donátusi út – Angster József utca – Jurisics Miklós utca – Damjanich János utca – Klimó György utca – Rákóczi út – Szabadság út – Főpályaudvar, Indóház tér |

## Megállóhelyei
| 932 (Főpályaudvar → Donátus → Főpályaudvar)                                                     |                         |                        |                                                                                  |
| Perc (↓)                                                                                        | Megállóhely             | Átszállási kapcsolatok | Létesítmények                                                                    |
| 0                                                                                               | Főpályaudvar végállomás |                        | Vasútállomás, MÁV Területi Igazgatósága, Autóbusz-állomás                        |
| 1                                                                                               | Vásárcsarnok            | 913                    | Vásárcsarnok, Árkád, Távolsági autóbusz-állomás                                  |
| 3                                                                                               | Árkád                   | 2, 2A, 913, 940, 973   | Kossuth tér                                                                      |
| 4                                                                                               | Zsolnay-szobor          | 2, 2A, 913, 940, 973   | Postapalota, OTP, ÁNTSZ, Megyei Bíróság, Zsolnay-szobor                          |
| 5                                                                                               | Kórház tér              | 2, 2A                  | Megyei Kórház, Jakováli Hasszán dzsámija, Hotel Pátria                           |
| 6                                                                                               | Barbakán végállomás     |                        | Pécsi székesegyház, Pécsi Barbakán, Ókeresztény sírkamrák, Püspöki palota (Pécs) |
| A 0.15-ös járat innen utazási igény esetén Tettyére, Donátusba, vagy Bálicsra továbbközlekedik. |                         |                        |                                                                                  |
| 7                                                                                               | Alagút                  |                        | Kálvária                                                                         |
| 8                                                                                               | Pálosok                 |                        | Pálos templom, Victor Vasarely: Jel-szobor                                       |
| 9                                                                                               | Surányi Miklós utca     |                        |                                                                                  |
| 10                                                                                              | Petőfi ház              |                        |                                                                                  |
| 11                                                                                              | Kisszkókó dűlő          |                        |                                                                                  |
| 12                                                                                              | Csillagvirág utca       |                        |                                                                                  |
| 13                                                                                              | Angster József utca     |                        |                                                                                  |
| 14                                                                                              | Donátusi út             |                        |                                                                                  |
| 15                                                                                              | Gólya dűlő              |                        |                                                                                  |
| 16                                                                                              | Lepke dűlő              |                        |                                                                                  |
| 17                                                                                              | Donátus                 |                        |                                                                                  |
| 18                                                                                              | Lepke dűlő              |                        |                                                                                  |
| 19                                                                                              | Gólya dűlő              |                        |                                                                                  |
| 20                                                                                              | Donátusi út             |                        |                                                                                  |
| 21                                                                                              | Angster József utca     |                        |                                                                                  |
| 22                                                                                              | MTA-székház             |                        |                                                                                  |
| 23                                                                                              | Jurisics Miklós utca    |                        |                                                                                  |
| 24                                                                                              | Szőlőskert              |                        | PTE Művészeti Kar                                                                |
| 25                                                                                              | Damjanich utca          |                        |                                                                                  |
| 26                                                                                              | Barbakán                |                        | Pécsi székesegyház, Pécsi Barbakán, Ókeresztény sírkamrák, Püspöki palota (Pécs) |
| 27                                                                                              | Kórház tér              | 2, 2A                  | Megyei Kórház, Jakováli Hasszán dzsámija, Hotel Pátria                           |
| 29                                                                                              | Zsolnay-szobor          | 2, 2A, 913, 940, 973   | Postapalota, OTP, ÁNTSZ, Megyei Bíróság, Zsolnay-szobor                          |
| 30                                                                                              | Főpályaudvar végállomás | 913, 940, 973          | Vasútállomás, MÁV Területi Igazgatósága, Autóbusz-állomás                        |